# Petra Sörling
Petra Erika Gummesson Sörling, född 12 januari 1971, är en svensk företagsledare och idrottsledare. Hon är ordförande för Internationella bordtennisförbundet sedan 2021 samt ledamot av Internationella olympiska kommittén sedan 2023. 
Petra Sörling har varit styrelseledamot i International Table Tennis Federation, det internationella bordtennisförbundet, sedan 2009. Mellan 2013 och 2022 med titeln vice president finance. Under perioden 2013–2022 var hon ordförande för Svenska bordtennisförbundet. Sedan 2021 är hon styrelseledamot i Sveriges olympiska kommitté.
Den 24 november 2021 valdes Petra Sörling till ordförande för International Table Tennis Federation. Hon blev därmed förbundets åttonde ordförande och den första kvinnan på posten.
Under 2023 valdes hon till ledamot av Internationella olympiska kommittén.
Utanför idrotten har Sörling en karriär i fastighetsbranschen. Hon är vd för Rosengård fastigheter sedan företaget grundades 2017.